# Lagenandra jacobsenii
Lagenandra jacobsenii är en kallaväxtart som beskrevs av De Wit. Lagenandra jacobsenii ingår i släktet Lagenandra och familjen kallaväxter. Inga underarter finns listade.